# Alejandro Román
Alejandro López Román (Madrid, 24 de març de 1971) és un compositor i pianista espanyol. Músic d'estil eclèctic, les seves obres abracen tant la composició sinfònica actual com el jazz i la música cinematogràfica i audiovisual. La seva música de cambra i sinfònica es caracteritza per la fusió i influència de les músiques del segle xx, l'impressionisme francès i l'expressionisme, amb una barreja de la tradició clàssic-contemporània occidental i aspectes tímbrics i formals de les músiques populars com el jazz, el rock i la música cinematogràfica. L'obra de Román explora les diferents tendències de la música actual, entre tradició i avantguarda, a través d'un món sonor on predominen la sensualitat i l'elegància, així com la ironia.

## Biografia
Va estudiar composició amb Antón García Abril, Valentín Ruiz i Zulema de la Cruz al Reial Conservatori Superior de Música de Madrid. De 1991 a 1995, va ser becat per l'AIE (Societat d'Artistes i Intèrprets) per a estudis de jazz amb Tony Heimer, Jorge Villaescusa i Ricard Miralles (piano), Claudio Gabis, Eva Gancedo i Miguel Blanco (harmonia, composició i arranjaments, teatre musical), Bob Sands i Victor Merlo (improvisació i conjunt). Va formar part de diversos grups de jazz i rock amb els quals va gravar una dotzena d'àlbums.
Ha compost més de setanta obres per a piano, veu, guitarra, orquestra, cambra, electroacústica, ensenyament de música, música moderna (jazz, pop) i per al cinema, teatre i dansa. En el camp de la música audiovisual, ha escrit la música per a trenta curts i deu llargmetratges.
El 2014, va obtenir el Doctorat en Filosofia del Departament d'Estètica de la UNED, després de completar la seva tesi *Análisis musivisual, guía de audición y estudio de música de cine*, on analitza les connexions entre el llenguatge de la imatge i el llenguatge musical.
El 2003, va ingressar com a professor al Reial Conservatori Superior de Música de Madrid, on imparteix actualment la matèria de "Composició per a Mitjans Audiovisuals" a l'Aula "C.I.N.E.M.A." (Composició i Investigació en els Mitjans Audiovisuals).